# Альберти (Буэнос-Айрес)
Альберти (исп. Alberti) — город в Аргентине в провинции Буэнос-Айрес. Административный центр муниципалитета Альберти.

## История
В 1870 году Андрес Ваккарецца, прибывший в 1848 году из Генуи, приобрёл в этих местах землю и основал аграрную колонию. После того, как он построил мельницу, колония сделалась важным место в округе, и здесь стали селиться поселенцы. В 1877 году через эти места прошла железная дорога, и была создана железнодорожная станция "Альберти". Это дало мощный импульс к развитию, и 27 октября 1877 года Андрес Ваккарецца основал город Альберти, для которого был разработан городской план развития.
В 1910 году из прилегающих частей муниципалитетов Чивилькой и Брагадо был создан муниципалитет Альберти.